# Kalla
Pour les articles homonymes, voir Kalla (homonymie).
Kalla est une localité située dans le département de Bagaré de la province du Passoré dans la région Nord au Burkina Faso.

## Géographie
Kalla est situé à 3 km au sud-ouest de Bagaré, le chef-lieu du département, et à environ 45 km à l'ouest du centre de Yako.

## Santé et éducation
Le centre de soins le plus proche de Kalla est le centre de santé et de promotion sociale (CSPS) de Bagaré tandis que le centre médical avec antenne chirurgicale (CMA) de la province se trouve à Yako.